# Martin Dew
Martin Dew (* 16. August 1958) ist ein ehemaliger englischer Badmintonspieler.

## Karriere
Martin Dew gewann Silber bei der Weltmeisterschaft 1983 im Herrendoppel mit Mike Tredgett und Bronze bei der Weltmeisterschaft 1987 im Mixed mit Gillian Gilks. Bei Europameisterschaften siegte er viermal in den Einzeldisziplinen.

## Sportliche Erfolge
| Platz               | Disziplin                        | Datum      | Ort                          |
| ------------------- | -------------------------------- | ---------- | ---------------------------- |
| Weltmeisterschaft   |                                  |            |                              |
| 2                   | Herrendoppel (mit Mike Tredgett) | 1983       | Kopenhagen, DEN              |
| 3                   | Mixed (mit Gillian Gilks)        | 1987       | Peking, CHN                  |
| Europameisterschaft |                                  |            |                              |
| 1                   | Mixed                            | 1982       | Böblingen, GER               |
| 1 1                 | Herrendoppel Mixed               | 1984       | Preston, ENG                 |
| 1                   | Mixed                            | 1986       | Uppsala, SWE                 |
| 2                   | Herrendoppel                     | 1982       | Böblingen, GER               |
| Commonwealth Games  |                                  |            |                              |
| 1                   | Mixed                            | 1982       | Brisbane, AUS                |
| 2                   | Herrendoppel                     | 1982       | Brisbane, AUS                |
| Weitere Turniere    |                                  |            |                              |
| 1                   | Mixed                            | 1982, 1984 | All England                  |
| 1                   | Mixed                            | 1983       | Northumberland International |
| 1                   | Mixed                            | 1982, 1985 | Indonesia Open               |
| 2                   | Herrendoppel                     | 1983, 1984 | All England                  |